# Jaqobher
Jaqobher (auch Jaqabhaddu) war ein altägyptischer Kleinkönig der Hyksos-Zeit (Zweite Zwischenzeit) in der 15. oder 16. Dynastie.

## Belege und Einordnung
Er ist bisher nur durch Skarabäen belegt, die in Kanaan und im nubischen Kerma gefunden wurden, was auf weitreichende Handelsbeziehungen hindeutet. Seine chronologische Einordnung ist umstritten. Einige Forscher identifizieren ihn mit einem der „großen Hyksos“ der 15. Dynastie. Wolfgang Helck widerspricht dem und Jürgen von Beckerath setzt Jaqobher mit Apachnas aus der Königsliste von Manetho gleich, wohingegen William A. Ward ihn aufgrund der typologischen Reihung der Skarabäen mit Beon identifiziert. Letzteres wird von Thomas Schneider als unwahrscheinlich angesehen. Andere Forscher ordnen Jaqobher allerdings in die 16. Dynastie ein.

## Name
Sein Eigenname Jaqabhaddu („[der Gott] Haddu beschützt“) ist nordwestsemitischer Herkunft. Namensvariationen neben Jaqobher sind Jaqobjer, Yakub-her und Yaqeb-Hor. Er ist mit dem Namen Jakob verwandt.